# Caesalpinia coriaria
Caesalpinia coriaria és un arbre de la família de les lleguminoses o bé un gran arbust. És una planta nativa del Carib, Mèxic, Amèrica Central i nord d'Amèrica del Sud. Els noms comuns inclouen els de Divi-divi, Cascalote, Guaracabuya, Guatapana, Nacascol, i Watapana (Aruba).

## Descripció

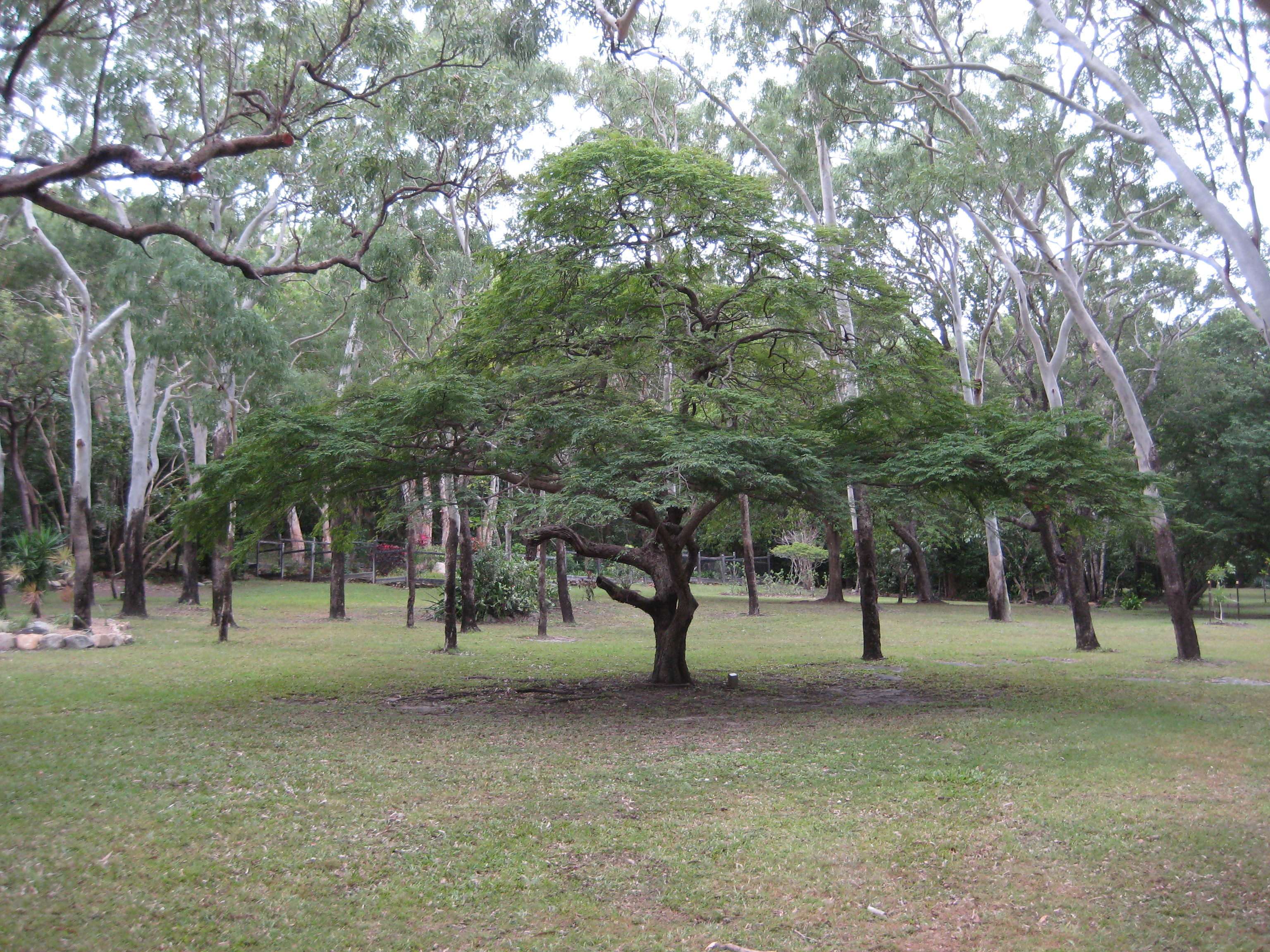
Divi-divi.

C. coriaria rarament arriba a la seva màxima alçada de 9 metres pel fet que els vents alisis el torcen en els llocs costaners on sovint creix. Les fulles són bipinnades amb els folíols de 7 mm de llargada. El fruit és una tavella enroscada de 5 cm de llargada.
El Divi-divi és una de les espècies més conegudes del gènere Caesalpinia i és l'arbre nacional de Curaçao. També és molt popular a Aruba.

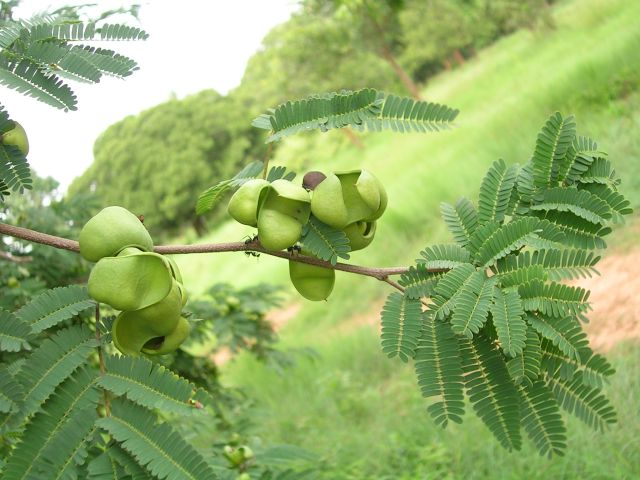
Fulles i tavella

## Química
Se n'extreuen tanins per adobar les pells.
La corilagina és una substància química el nom de la qual prové de l'epítet específic de la planta.